# Jorge González Reyna

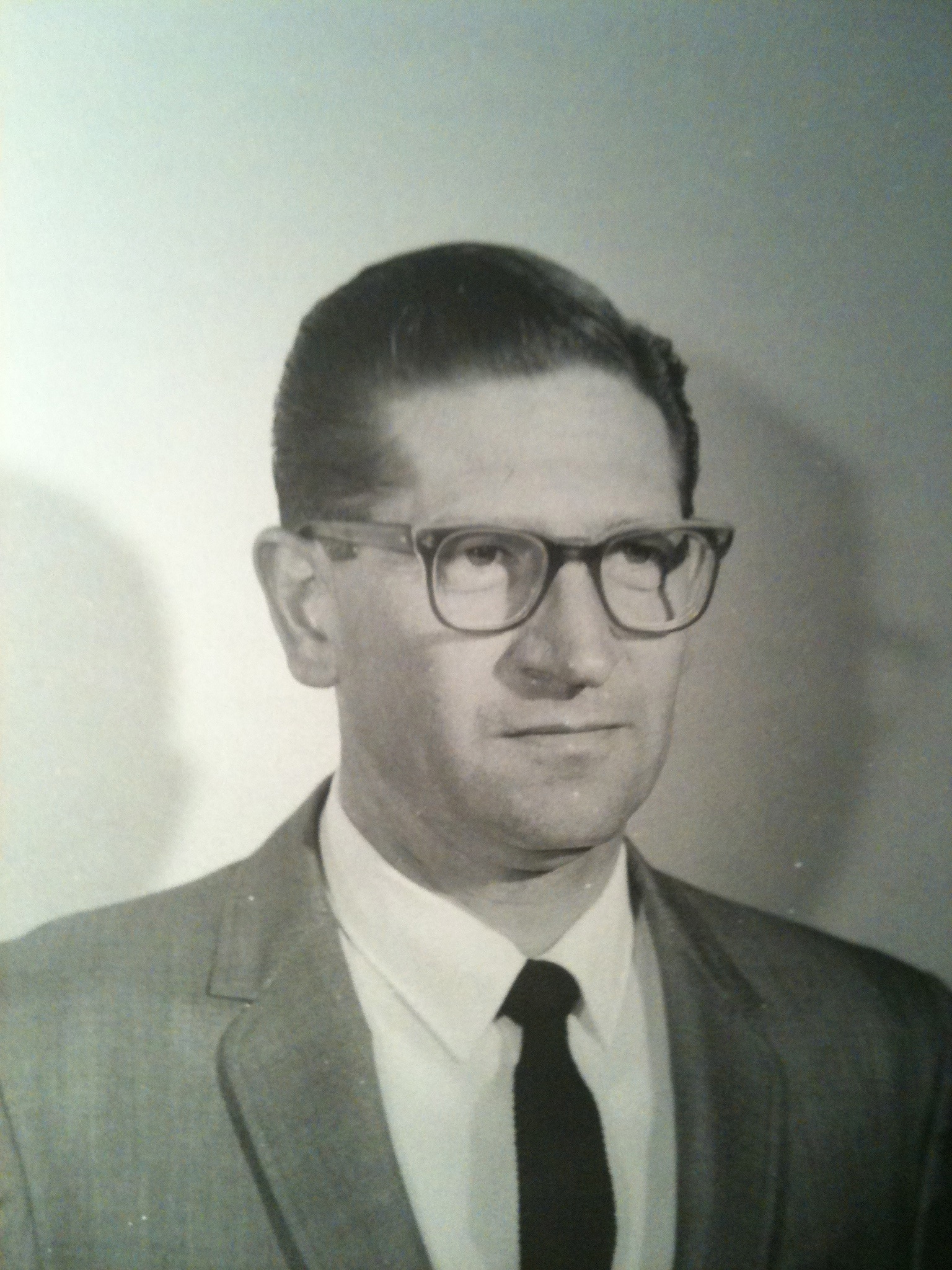
Jorge González Reyna

Jorge González Reyna (* 14. Oktober 1920 in Saltillo; † 4. Juni 1969 in Monterrey) war ein mexikanischer Architekt.

## Biografie
González Reyna besuchte als Kind zunächst das Colegio Patricio Saenz der Maristenpatres in Mexiko-Stadt. Hiernach wechselte er an das Colegio Francés Morelos, ebenfalls eine konfessionelle Schule der Maristenpatres. Nachdem Präsident Lázaro Cárdenas 1935 alle konfessionellen Schulen per Dekret schließen ließ, schickte seine Familie González nach Brownsville, Texas, um  die dortige Maristenschule zu besuchen. Nach Abschluss der High School bekam González ein Stipendium an der University of Texas at Austin und studierte hier unter anderem als Schüler von Hugo Leipziger-Pearce Architektur. Nach Abschluss seines Architekturstudiums in Texas, rief ihn Walter Gropius an die Harvard University, wo González Reyna anderthalb Jahre in dessen Büro arbeitete und 1942 seine Diplomarbeit beendete. 
González Reyna widmete sich hauptsächlich der Industriearchitektur und plante zahlreiche Werks- und Produktionsgelände sowie Gebäude der öffentlichen Verwaltung in ganz Mexiko und Amerika. Bekannte Bauwerke sind: das Hylsa de Mexico-Werksgelände in Jojutla, Puebla, das Edificio Medico-Dental und das Lincoln-Werk in Mexiko-Stadt sowie das „Crown Cork“ (Kronkorken)-Gebäude im brasilianischen São Paulo.
Zu seinen bekanntesten Bauwerken zählt der Anfang der 1950er-Jahre zusammen mit Félix Candela erbaute „Pabellón de los Rayos Cósmicos“ („Pavillon der kosmischen Strahlen“) in der Universitätsstadt der Universidad Nacional Autónoma de México (UNAM), Mexiko-Stadt.
González Reyna, der bereits mit 28 Jahren als Professor an der Escuela Nacional de Arquitectura (ENA) zu lehren begann, wurde 1962, im Alter von 42 Jahren, Direktor der ENA, der bis heute wichtigsten Hochschule für Architektur Lateinamerikas.
An der UNAM trägt heute ein Unterrichtsgebäude seinen Namen.
Gonzalez Reyna kam 1969 bei einem Flugzeugabsturz ums Leben, als er zur Besichtigung des von ihm geplanten "Hylsa"-Werksgeländes nach Monterrey flog.